# Nintendo Classic Mini: Super Nintendo Entertainment System
De Nintendo Classic Mini: Super Nintendo Entertainment System is de opvolger van de Nintendo Classic Mini: Nintendo Entertainment System. Het is een spelcomputer die spellen van de in 1991 gelanceerde Super Nintendo Entertainment System afspeelt.

## Hardware
De spelcomputer is uitgekomen in drie variaties die het ontwerp van het origineel weergeven zoals die werd uitbracht in elk van de regio's Japan, Noord-Amerika en Europa. Intern bevat het apparaat vergelijkbare hardware met die van zijn voorganger, de Nintendo Classic Mini. De chip is een Allwinner R16 system-on-a-chip met 256 MB werkgeheugen en 512 MB flashgeheugen. Het systeem heeft een HDMI-aansluiting en twee controller-poorten, en draait op Linux met een set emulators.

## Spellen
Het systeem komt met 21 vooraf geïnstalleerde spellen. Een van deze spellen, Star Fox 2, is nooit eerder vrijgegeven.
| Spellen                                    | Jaar van uitgaven       | Uitgever |
| ------------------------------------------ | ----------------------- | -------- |
| Contra III: The Alien Wars                 | 1992                    | Konami   |
| Donkey Kong Country                        | 1994                    | Nintendo |
| EarthBound                                 | 1994 JP 1995US 2013EU   | Nintendo |
| Final Fantasy III                          | 1994 JP/US 2011 EU      | Square   |
| F-Zero                                     | 1990 JP 1991 US 1992 EU | Nintendo |
| Kirby Super Star                           | 1996 JP/US 1997 EU      | Nintendo |
| Kirby’s Dream Course                       | 1994 JP 1995 US/EU      | Nintendo |
| The Legend of Zelda: A Link to the Past    | 1991 JP 1992 US/EU      | Nintendo |
| Mega Man X                                 | 1993 JP 1994 US/EU      | Capcom   |
| Secret of Mana                             | 1993 JP/US 1994 EU      | Square   |
| Star Fox                                   | 1993                    | Nintendo |
| Star Fox 2                                 | niet eerder uitgegeven  | Nintendo |
| Street Fighter II Turbo: Hyper Fighting    | 1993                    | Capcom   |
| Super Castlevania IV                       | 1991                    | Konami   |
| Super Ghouls 'n Ghosts                     | 1991 JP/US 1992 EU      | Capcom   |
| Super Mario Kart                           | 1992 JP/US 1993 EU      | Nintendo |
| Super Mario RPG: Legend of the Seven Stars | 1996 JP/US 2008 EU      | Nintendo |
| Super Mario World                          | 1990 JP 1991 US 1992 EU | Nintendo |
| Super Mario World 2: Yoshi's Island        | 1995 JP/US 1996 EU      | Nintendo |
| Super Metroid                              | 1994                    | Nintendo |
| Super Punch-Out!!                          | 1994 US 1995 EU 1998 JP | Nintendo |

## Regionale naamgeving
In Noord-Amerika werd de spelcomputer uitgebracht als "Super NES Classic Edition" en in Japan als "Nintendo Classic Mini: Super Famicom".

## Verkoop
Mid 2018 waren er wereldwijd ruim 5 miljoen exemplaren verkocht van de SNES Classic.